# Force India VJM01
La Force India VJM01 è una vettura di Formula 1 con la quale la scuderia anglo-indiana ha fatto il suo esordio nel campionato del mondo nel 2008.
La sigla "VJM" nel nome del modello deriva dai nomi dei proprietari della squadra, Vijay Mallya e Jan e Michiel Mol.

## Contesto
La vettura deriva, di fatto, da una Spyker F8-VII del 2007. A seguito dell'acquisto della scuderia olandese da parte di Vijay Mallya il team è stato ridenominato Force India per la stagione 2008. La scuderia ha continuato a utilizzare il vecchio telaio della F8-VII, che è stato però ridenominato Force India VJM01. I test inizialmente hanno coinvolto la versione F8-VIIB, prima di portare alla versione definitiva per il 2008, che ha fatto il suo debutto il 25 febbraio 2008.

## Piloti
- Adrian Sutil -  - n. 20
- Giancarlo Fisichella -  - n. 21
- Vitantonio Liuzzi -  - collaudatore

## Stagione 2008
I risultati della vettura sono abbastanza modesti, tanto che i piloti spesso concludono le prove nell'ultima fila e in gara non vanno oltre il decimo posto di Giancarlo Fisichella nel Gran Premio di Spagna. L'unica possibilità di giungere a punti vi è nel Gran Premio di Monaco in cui Sutil si trova, negli ultimi giri, al quarto posto, prima di essere costretto al ritiro, dopo un tamponamento subìto da Kimi Räikkönen. Il miglior risultato in qualifica è stato il 12º posto di Fisichella al Gran Premio d'Italia.

## Risultati in Formula 1
| Anno | Team           | Motore     | Gomme | Piloti     |     |     |    |     |     |     |     |    |     |    |     |     |    |     |     |     |     |    | Punti | Pos. |
| ---- | -------------- | ---------- | ----- | ---------- | --- | --- | -- | --- | --- | --- | --- | -- | --- | -- | --- | --- | -- | --- | --- | --- | --- | -- | ----- | ---- |
| 2008 | Force India F1 | Ferrari V8 | B     | Sutil      | Rit | Rit | 19 | Rit | 16  | Rit | Rit | 19 | Rit | 15 | Rit | Rit | 13 | 19  | Rit | Rit | Rit | 16 | 0     | 10º  |
| 2008 | Force India F1 | Ferrari V8 | B     | Fisichella | Rit | 12  | 12 | 10  | Rit | Rit | Rit | 18 | Rit | 16 | 15  | 14  | 17 | Rit | 14  | Rit | 17  | 18 | 0     | 10º  |

| Legenda | 1º posto     | 2º posto | 3º posto    | A punti         | Senza punti/Non class.  | Grassetto – Pole position Corsivo – Giro più veloce |
| Legenda | Squalificato | Ritirato | Non partito | Non qualificato | Solo prove/Terzo pilota | Grassetto – Pole position Corsivo – Giro più veloce |